# П-750Б
П-750Б «Сервал» — разрабатываемая в Санкт-Петербургском морском бюро машиностроения «Малахит» российская малая многоцелевая подводная лодка (ПЛ) с газотурбинной воздухонезависимой энергетической установкой  (ВНЭУ). 
Подлодка может иметь на основном вооружении торпеды, мины и даже крылатые ракеты «Калибр», которые могут горизонтально стартовать из под воды.

## История
Впервые проект П-750Б был представлен на форуме «Армия-2019» в 2019 году, где представители КБ «Малахит» раскрыли некоторые особенности конструкции как самой экспериментальной подлодки, так и новейшего воздухонезависимого двигателя, который будет на ней установлен.
Подлодка П-750Б предназначена для нанесения ударов по береговым объектам противника, уничтожения кораблей, судов и подлодок противника. С помощью подлодки можно вести разведку, выполнять доставку и другие манипуляции. Кроме того, П-750Б способна осуществлять скрытую доставку, высаживание и приём на борт разведывательно-диверсионной группы численностью до 16 человек, а также вести разведку и выставлять минные заграждения.

По словам разработчиков, полный цикл работ по завершению строительства ПЛ П-750Б до передачи её флоту займёт около пяти лет. 

«Разработчики называют преимуществами П-750Б современное вооружение, радиоэлектронные средства, высокую степень автоматизации и небольшой экипаж (18-20 человек), маневренность, скрытность и способность вести боевые действия в узкостях и на мелководье. Кроме того, ПЛ может базироваться в существующих базах и портах.» 
Кроме анаэробной энергоустановки, состоящей из двух газотурбинных агрегатов, силовая установка подлодки включает в себя гребной электродвигатель мощностью 2500 кВт. По словам гендиректора «Малахита» Владимира Дорофеева, без аккумуляторов подлодка П-750Б сможет развивать скорость подводного хода в 10 — 12 узлов. Благодаря такому решению, подлодка сможет находиться в автономном подводном плавании до 30 суток и преодолевать 4300 миль, в том числе до 1200 миль без всплытия на поверхность.

## Анаэробная двигательная установка
По словам ведущего конструктора КБ «Малахит» Игоря Караваева, новый двигатель имеет два режима работы — надводный и подводный. В надводном режиме для работы газотурбинной установки используется атмосферный воздух. В подводном — из сосудов Дьюара подаётся жидкий окислитель, а выделяемая турбиной двигателя газовая смесь снова замораживается, таким образом двигатель не потребляет из окружающей среды и не выделяет в окружающую среду ничего. Только с помощью этой установки подводная лодка развивает скорость подводного хода в 10 узлов и более. 